# A Democracia (Rio Grande do Sul)
A Democracia foi um jornal operário de orientação socialista, editado por Francisco Xavier da Costa e publicado em Porto Alegre, entre 1905 e 1908